# Didier Noblot
Didier Fernand Gabriel Noblot (ur. 16 września 1965 w Bar-sur-Aube) – francuski duchowny katolicki, biskup Saint-Flour od 2021.

## Życiorys
Święcenia kapłańskie otrzymał 17 maja 1992 i został inkardynowany do diecezji Troyes. Pracował głównie jako duszpasterz parafialny, był też m.in. diecezjalnym delegatem ds. kleryków, a także dyrektorem pomocniczym przy krajowym wydziale ds. ewangelizacji młodzieży.
11 czerwca 2021 papież Franciszek mianował go ordynariuszem diecezji Saint-Flour. Sakry udzielił mu 12 września 2021 metropolita Clermont – arcybiskup François Kalist.